# 452.
◄ | 4. stoljeće | 5. stoljeće | 6. stoljeće | ►
◄ | 420-ih | 430-ih | 440-ih | 450-ih | 460-ih | 470-ih | 480-ih | ►
◄◄ | ◄ | 449. | 450. | 451. | 452. | 453. | 454. | 455. | ► | ►►
Astronomija • Književnost • Kršćanstvo • Pravo • Promet

## Događaji
- Atila, kralj Huna napada Italiju
- Dezerteri iz Atiline vojske osnivaju Veneciju

## Vanjske poveznice
|  | Zajednički poslužitelj ima još gradiva o temi 452. |